# Operacja jelnińska
Operacja jelnińska – ofensywna operacja wojskowa Armii Czerwonej przeprowadzona pomiędzy 30 sierpnia a 8 września 1941 roku w ramach bitwy pod Smoleńskiem na froncie wschodnim II wojny światowej przez wojska Frontu Rezerwowego pod dowództwem generała armii Gieorgija Żukowa.
W ramach operacji radziecki Front Rezerwowy bezskutecznie próbował okrążyć zgrupowanie wojsk niemieckich (4 Armia i 2 Grupa Pancerna) w okolicach Jelni, atakując półkolisty występ w linii frontu, które Wehrmacht wysunął na 50 km na południowy wschód od Smoleńska, tworząc podstawę do przeprowadzenia ofensywy w kierunku Wiaźmy i ostatecznie Moskwy. Następujące po sobie, źle przygotowane kontrataki doprowadziły do całkowitego wykrwawienia wojsk Frontu Rezerwowego. Jednak pod silną presją na swoje flanki, armia niemiecka wycofała się z obszaru operacji do 8 września 1941 r., pozostawiając po sobie zdewastowany i wyludniony region. Jako pierwszy operacyjny odwrót przeprowadzony przez Niemców podczas operacji Barbarossa i pierwsze odzyskanie własnego terytorium przez Armię Czerwoną, bitwa została wykorzystana przez radziecką propagandę i posłużyła do podwyższenia morale ludności ZSRR, choć również Niemcy próbowali przedstawić to starcie jako swój sukces.

## Tło sytuacyjne
Miasto Jelnia leży 82 km na południowy wschód od Smoleńska, w pobliżu wzgórz uznanych za strategicznie ważne przez generała Heinza Guderiana, dowódcę 2 Grupy Pancernej, jako baza dla dalszych operacji ofensywnych w kierunku Moskwy. 2 Grupa Pancerna zajęła wzgórza 19 lipca 1941 r., ale zabrakło jej paliwa i prawie skończyła się amunicja. Przedłużone flanki przyczółka były często kontratakowane przez Armię Czerwoną, podczas gdy Grupa Armii „Środek” wstrzymała wszystkie operacje pod koniec lipca w celu odpoczynku wojsk i dokonania niezbędnych napraw sprzętu.
1 sierpnia Stawka zezwoliła na utworzenie Frontu Rezerwowego pod dowództwem marszałka Georgija Żukowa, z kilkoma nowymi armiami pod jego dowództwem. Te formacje były na ogół źle wyszkolone i miały niewiele czołgów oraz artylerii. Dwie nowe armie – 24 Armia pod dowództwem generała dywizji Konstantina Rakutina i 43 Armia pod dowództwem generała porucznika Pawła Kuroczkina – miały wspierać Front Zachodni pod dowództwem generała Siemiona Tymoszenki. Dwie formacje miały zniszczyć siły niemieckie w Jelni i przeprawić się przez rzekę Desnę, aby odzyskać Rosławl, który został utracony na rzecz 2 Grupy Pancernej na początku sierpnia.
Pierwszymi siłami niemieckimi znajdującymi się w rejonie początkowo były: 10 Dywizja Pancerna, 2 Dywizja Waffen-SS „Das Reich” i 268 Dywizja Piechoty. Dywizje te zostały zastąpione przez 137, 78 i 292 Dywizję Piechoty, z wyjątkiem 268-ej, która pozostała na miejscu, łącznie około 70 000 żołnierzy z około 500 działami i 40 StuG III z 202. batalionu szturmowego. Północny kraniec występu zajmowała 15 Dywizja Piechoty, a południowy 7 Dywizja Piechoty.

## Bitwa
Pierwsza faza operacji rozpoczęła się pod koniec pierwszego tygodnia sierpnia; początkowy atak był całkowitą porażką i został odwołany w przeciągu 48 godzin. Niemniej jednak sowieckie operacje ofensywne trwały do 20 sierpnia, a następnie wznowiono je 30 sierpnia, w koordynacji z operacjami Frontu Zachodniego i Frontu Briańskiego pod dowództwem generała Andrieja Jeriomienki.
Celem ofensywy z 30 sierpnia było zaatakowanie podstaw występu dwoma kleszczami manewru okrążającego. Na północy  102 Dywizja Pancerna oraz 107 i 103 Dywizja Zmotoryzowana stanowiły zewnętrzną szpicę ataku, podczas gdy 107 i 100 Dywizja Strzelecka tworzyły wewnętrzny krąg manewru kleszczowego. Na południu 303 Dywizja Piechoty szła po zewnętrznej manewru kleszczowego, a 106 Dywizja Zmotoryzowana po wewnętrznej. Do uderzenia w środkowym (wschodnim) sektorze ofensywy zostały wyznaczone 19 Dywizja Strzelecka i 309 Dywizja Strzelecka. 103 Dywizja Zmotoryzowana i 120 Dywizja Strzelecka zostały rozmieszczone po północnej i południowej stronie występu na ufortyfikowanych pozycjach obronnych, aby przeciąć potencjalne drogi odwrotu niemieckich dywizji. 24 Armii przydzielono tylko 20 samolotów do rozpoznania i korekty ostrzału artyleryjskiego na czas operacji, bez wsparcia myśliwców czy lotnictwa bombowego.
3 września, pod groźbą okrążenia, siły niemieckie zaczęły wycofywać się z wysuniętej pozycji, utrzymując opór na flankach. Po tygodniu ciężkich walk Adolf Hitler zezwolił dowódcy Grupy Armii „Środek” feldmarszałkowi Fedorowi von Bockowi na ewakuację przyczółka Jelnia; 6 września miasto zostało odbite przez Armię Czerwoną. Ofensywa sowiecka trwała do 8 września, kiedy została zatrzymana na nowej niemieckiej linii obrony. Chociaż źródła radzieckie twierdziły, że siły niemieckie zostały w znacznym stopniu zniszczone, większość z nich była w stanie bezpiecznie się wycofać. Niemniej jednak walki w sierpniu i wrześniu spowodowały 23 000 ofiar wśród żołnierzy XX Korpusu Armijnego, a 4 Armia nie była w stanie uzupełnić strat przez resztę roku.

## Następstwa
Brytyjski korespondent wojenny Alexander Werth opisał swoją wizytę w rejonie Jelni po jej odzyskaniu przez Armię Czerwoną w swojej książce Russia at War 1941–1945 z 1964 r. Miasto liczące przed wojną 15 000 mieszkańców zostało całkowicie zniszczone, a prawie wszyscy sprawni fizycznie mężczyźni i kobiety zostali sformowani w bataliony robotnicze i wywiezieni na tyły wojsk niemieckich. W mieście wolno było pozostać tylko kilkuset starcom i dzieciom. Świadkowie opisali Werthowi, jak w noc poprzedzającą wycofanie się Wehrmachtu z miasta zostali zamknięci w cerkwi i obserwowali niemieckich żołnierzy rabujących i systematycznie podpalających domy. Zostali uwolnieni przez wkraczającą do miasta Armię Czerwoną. Werth opisał wieś w występie jelnińskim jako „całkowicie zdewastowaną”, przy czym „każda wioska i każde miasto uległo zniszczeniu, a niewielu ocalałych cywili mieszkało w piwnicach i ziemiankach”.
Straty Wehrmachtu obejmowały 23 000 ofiar z XX Korpusu Armijnego w okresie od 8 sierpnia do 8 września. Straty Armii Czerwonej w okresie od 30 sierpnia do 8 września szacuje się na 31 853 zabitych, rannych i zaginionych. Historyk David Glantz twierdzi, że chociaż ofensywa osiągnęła swój cel strategiczny, operacja kosztowała 24 Armię prawie 40 proc. jej siły operacyjnej. Operacja jelnińska, w połączeniu z innymi nieudanymi ofensywami Armii Czerwonej w rejonie smoleńskim, chwilowo stępiła niemiecki atak, ale poważnie osłabiła formacje Armii Czerwonej broniące podejścia do Moskwy. W wykładzie dla Centrum Dziedzictwa i Edukacji Armii USA Glantz stwierdził, że w okresie poprzedzającym bitwę o Moskwę Wehrmacht nie dokonałby tak znacznego postępu, gdyby siły radzieckie nie poniosły strat w wyniku nieudanych kontrofensyw na wschód od Smoleńska. Jednocześnie w wydanej w 2015 książce When Titans Clashed: How the Red Army Stopped Hitler (napisanej wspólnie przez Glantza i Jonathana House'a) autorzy stwierdzają, że chociaż „straty Frontu Zachodniego osłabiły jego zdolność do powstrzymania przyszłej ofensywy niemieckiej (...) szkody, jakie wyrządziła grupie wojsk Bocka przyczyniły się do późniejszej klęski Niemców u bram Moskwy”.
6 października 1941 roku podczas kolejnej niemieckiej ofensywy Jelnia została zdobyta przez Niemców. Ponowne walki o Jelnię miały miejsce dwa lata później, 30 sierpnia 1943 roku, w ramach zwycięskiej operacji smoleńskiej.

## W propagandzie niemieckiej i radzieckiej
Operacja jelnińska była pierwszym poważnym odwrotem, jakiego doznał Wehrmacht podczas operacji Barbarossa. Nazistowska propaganda przedstawiała odwrót spod Jelni jako zaplanowaną operację; we wrześniu 1941 r. niemiecki żołnierz piechoty napisał: 

Oficjalnie nazywano tę bitwę „zaplanowanym wycofaniem się” (...). Ale dla mnie to był po prostu stek bzdur. Następnego dnia usłyszeliśmy w radiu w „wiadomościach z frontu” [Wehrmachtbericht] o „udanej korekcie frontu” w naszych liniach obronnych pod Jelnią i ogromnych stratach, jakie zadaliśmy wrogowi. Ale nie powiedziano ani jednego słowa o odwrocie, o beznadziejności naszej sytuacji, o psychicznym i emocjonalnym odrętwieniu niemieckich żołnierzy. Krótko mówiąc, było to kolejne „zwycięstwo”. Ale my na pierwszej linii uciekaliśmy jak króliki przed lisem. Ta metamorfoza prawdy od „kompletnego gówna” do „to było zwycięstwo” zaskoczyła mnie i tych z moich towarzyszy, którzy odważyli się myśleć

Ze swojej strony radziecka propaganda uznała ofensywę za wielki sukces i chciała zwrócić na nią uwagę całego świata. Dlatego bitwa pod Jelnią była pierwszą okazją, kiedy zagraniczni korespondenci w Związku Radzieckim mogli odwiedzić front. Siedmiu z ośmiu spośród nich odwiedziło ten obszar w dniach 15–22 września 1941 r. Według słów Wertha bitwa została opisana w radzieckiej prasie „nieproporcjonalnie do jej rzeczywistego lub ostatecznego znaczenia”. Niemniej jednak podkreślił on wpływ operacji na radzieckie morale, zauważając: 

To było nie tylko pierwsze zwycięstwo Armii Czerwonej nad Niemcami; tutaj znajdował się także pierwszy kawałek terytorium - być może tylko 100 lub 150 mil kwadratowych - w całej Europie wyrwany z rąk hitlerowskiego Wehrmachtu. Dziwnie jest teraz myśleć, że w 1941 r. nawet to uważano za osiągnięcie

## Stworzenie jednostek gwardyjskich
Operacja jelnińska związana jest z utworzeniem elitarnych jednostek gwardyjskich w Armii Czerwonej, gdy 100 i 127 Dywizja Strzelecka zostały przemianowane na 1 i 2 Dywizję Strzelców Gwardii. 26 września 1941 r. 107 i 120 Dywizja Strzelecka zostały również przemianowane na 5 i 6 Dywizję Strzelecką Gwardii.